# 작센마이닝겐 공국
작센-마이닝겐 공국(독일어: Herzogtum Sachsen-Meiningen)은 예전 독일에 있던 공국으로 베틴가(Wettin)의 에른스틴계(Ernestine)에서 나온 작센 공작령 중 하나이다.

## 역사
1681년에 성립되어, 1825년 작센-고타 가문으로부터 힐트부르크하우젠(Hildburghausen)과 잘펠트(Saalfeld)를 획득했다. 1918년 군주제가 폐지되었고, 1920년에 튀링겐(Thuringia)주에 합병되었다. 수도는 마이닝겐이었고, 면적은 2,468km2이고, 인구는 1905년 당시 269,000명이었다. 여름의 별궁은 알텐슈타인(Altenstein)에 있다.
현재 작센-마이닝겐 공작 주인은 프리드리히 콘라트 폰 작센-마이닝겐(1952년-)이다.

## 작센-마이닝겐 공작
- 베른하르트 1세(1675-1706)
- 에른스트 루트비히 1세(1706-24), 베른하르트 1세의 아들
- 에른스트 루트비히 2세(1724-29), 에른스트 루트비히 1세의 아들
- 카를 프리드리히(1729-43), 에른스트 루트비히 1세의 아들
- 프리드리히 빌헬름(1743-46), 베른하르트 1세의 아들
- 안톤 울리히(1746-63), 베른하르트 1세의 아들
- 카를 빌헬름(1763-82), 안톤 울리히의 아들
- 게오르크 1세(1782-1803), 안톤 울리히의 아들
- 베른하르트 2세(1803-66), 게오르크 1세의 아들
- 게오르크 2세(1866-1914), 베른하르트 2세의 아들
- 베른하르트 3세(1914-18), 게오르크 2세의 아들

1918년 공국은 폐지되었다.

## 작센-마이닝겐 공작 가문의 수장
- 베른하르트 3세(1918-1928)
- 에른스트 공(1928-1941)
- 게오르크 공(1941-1946)
- 베른하르트 공(1946-1984)
- 콘라트 공(1984- )

## 같이 보기
- 작센 공작령
- 아델하이트 폰 작센마이닝겐 공녀